# كاثرين طبر
كاثرين طبر (بالإنجليزية: Catherine Taber)‏ هي ممثلة أمريكية، ولدت في 30 ديسمبر 1979 في الولايات المتحدة.

## أعمال

### أفلام
- (2005) تماما مثل الجنة[4]

## وصلات خارجية
- كاثرين طبر على موقع IMDb (الإنجليزية)
- كاثرين طبر على موقع قاعدة بيانات الفيلم (الإنجليزية)